# 莕菜
莕菜也叫荇菜、凫葵、莲叶荇菜、莲叶莕菜，为龙胆科莕菜属下的一个种。